# پرستوی مسجدی
پرستوی مسجدی (نام علمی: Cecropis senegalensis) نام یک گونه از سرده پرستوهای حنایی است.